# Perognathus alticolus
Perognathus alticolus là một loài động vật có vú trong họ Chuột kangaroo, bộ Gặm nhấm. Loài này được Rhoads mô tả năm 1894.